# Estadio Olímpico Universitario
Estadio Olímpico Universitario – wielofunkcyjny obiekt sportowy w stolicy Meksyku, mieście Meksyk. 
Został otwarty 20 listopada 1952 roku. Stadion ma naturalną murawę oraz bieżnię. Maksymalna pojemność 68 954 miejsc. Wchodzi do dziesiątki największych według pojemności stadionów Meksyku.
Olímpico Universitario był gospodarzem Igrzysk Olimpijskich w 1968, wtedy liczba miejsc wzrosła z 70 000 do 83 700 widzów (bez zmiany oryginalnej struktury) aby spełnić wymogi MKOl dla olimpijskiego stadionu.
W 1968 i 1986 na stadionie przeprowadzono renowację.
Stadion jest areną domową klubu Pumas UNAM oraz Pumas Dorados de la UNAM.
Również na stadionie swoje mecze rozgrywa reprezentacja Meksyku.